# Амазон синьолобий
Амазо́н синьоло́бий (Amazona aestiva) — птах родини папугових.

## Зовнішній вигляд
Довжина тіла 35—41,5 см, крила — 20,5—22,5 см, хвоста — 13 см; вага 400—520 г. Оперення зелене, з темною окантовкою пір'я верхньої сторони. 
Чоло синє, тім'я, щоки, вуздечка й горло жовті. 
Дзьоб сильний чорний, 2,9—3,3 см довжиною. 
Згин крил червоний, на крилі є дзеркальце. 
Райдужка — темно-коричнева або червоно-коричнева. 
Кільця навколо очей білі. Уперше був описаний у 1800.

## Поширення
Живе в лісах Амазонської низовини (Бразилія, Болівія, Парагвай, Аргентина).
Папуг посилено переслідують через шкоду, яку вони наносять фруктовим садам і маїсовим плантаціям, а також заради м'яса.

## Розмноження

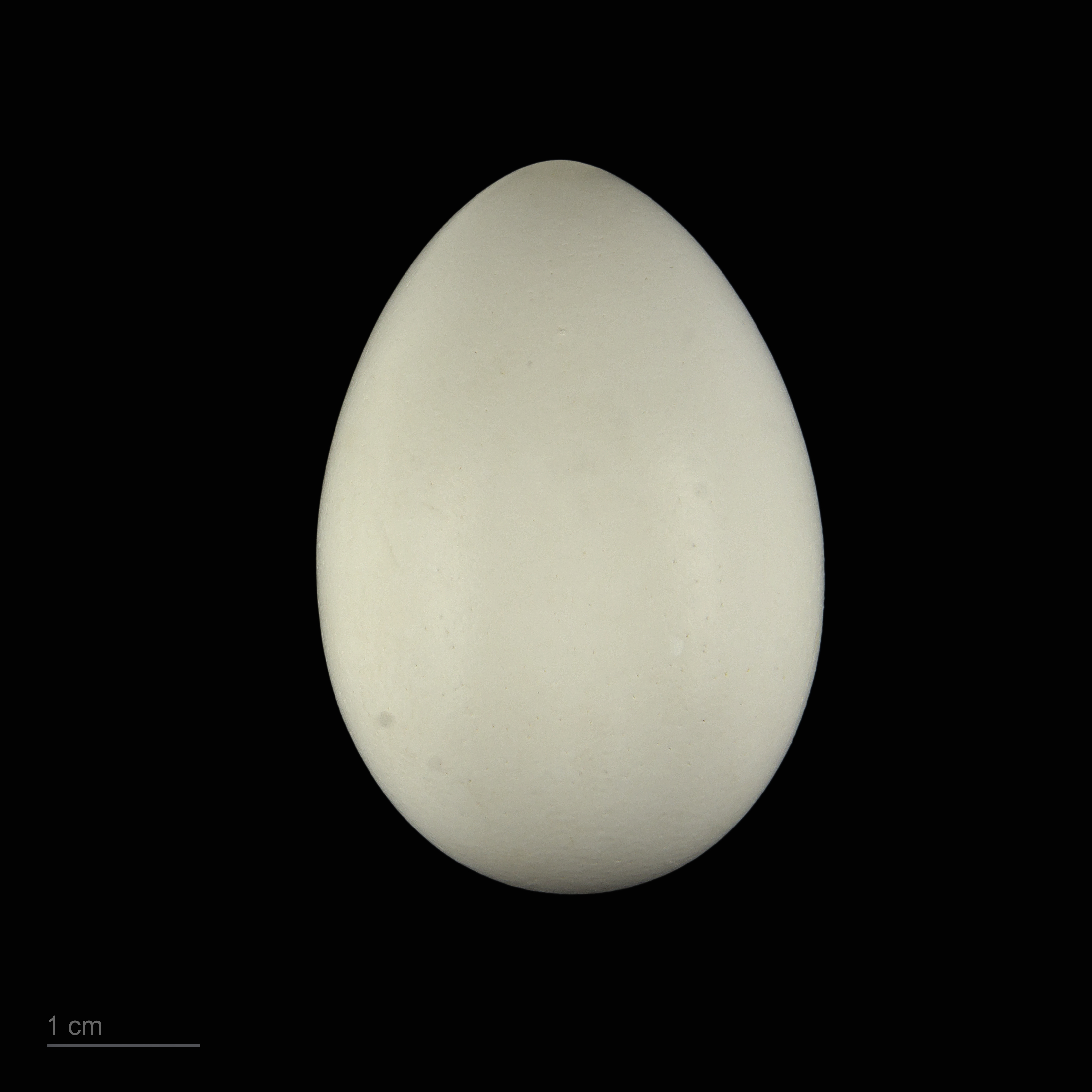
яйце Amazona aestiva - Тулузький музей

Гніздиться в дуплах дерев. У кладці 2—4 білих яйця. Насиджує тільки самка 29—30 днів. Пташенята залишають гніздо у віці 2 місяців, але батьки опікують їх досить довго, ще два місяці.

## Утримання
Амазона охоче тримають у клітках на батьківщині як птаха, що розмовляє. Погано навчені папуги видають пронизливі й дуже неприємні звуки. Дуже добре приручаються молоді птахи. Вміють відрізняти свого хазяїна від інших людей. При гарному утриманні доживають до 80, іноді до 90, років.

## Класифікація
Включає 2 підвиди.
- Amazona aestiva aestiva (Linnaeus, 1758) — номінальний підвид.
- Жовтоплечий синьолобий амазон Amazona aestiva xanthopteryx (Berlepsch, 1896)

## Галерея

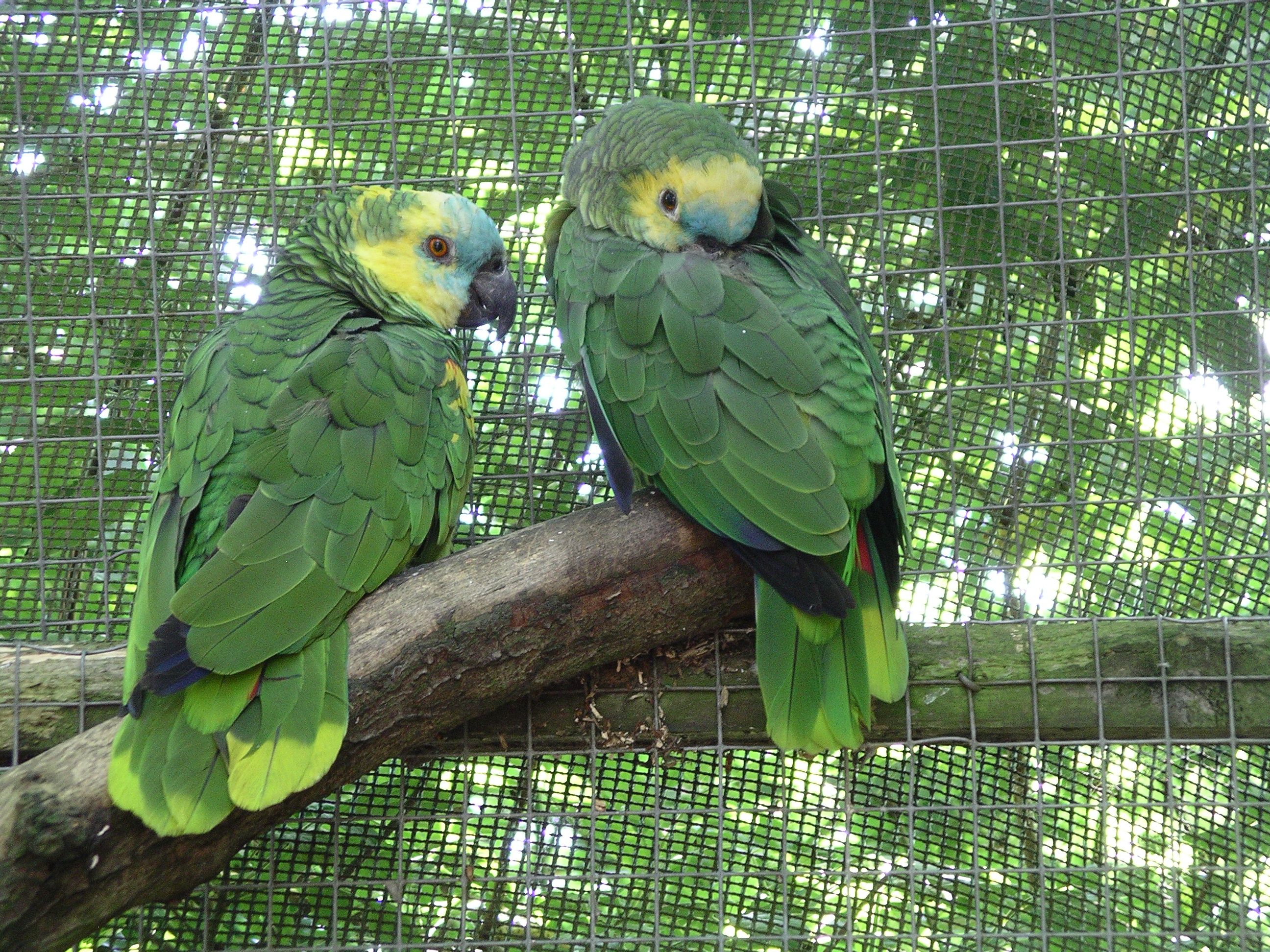
Пара синьолобих амазонов
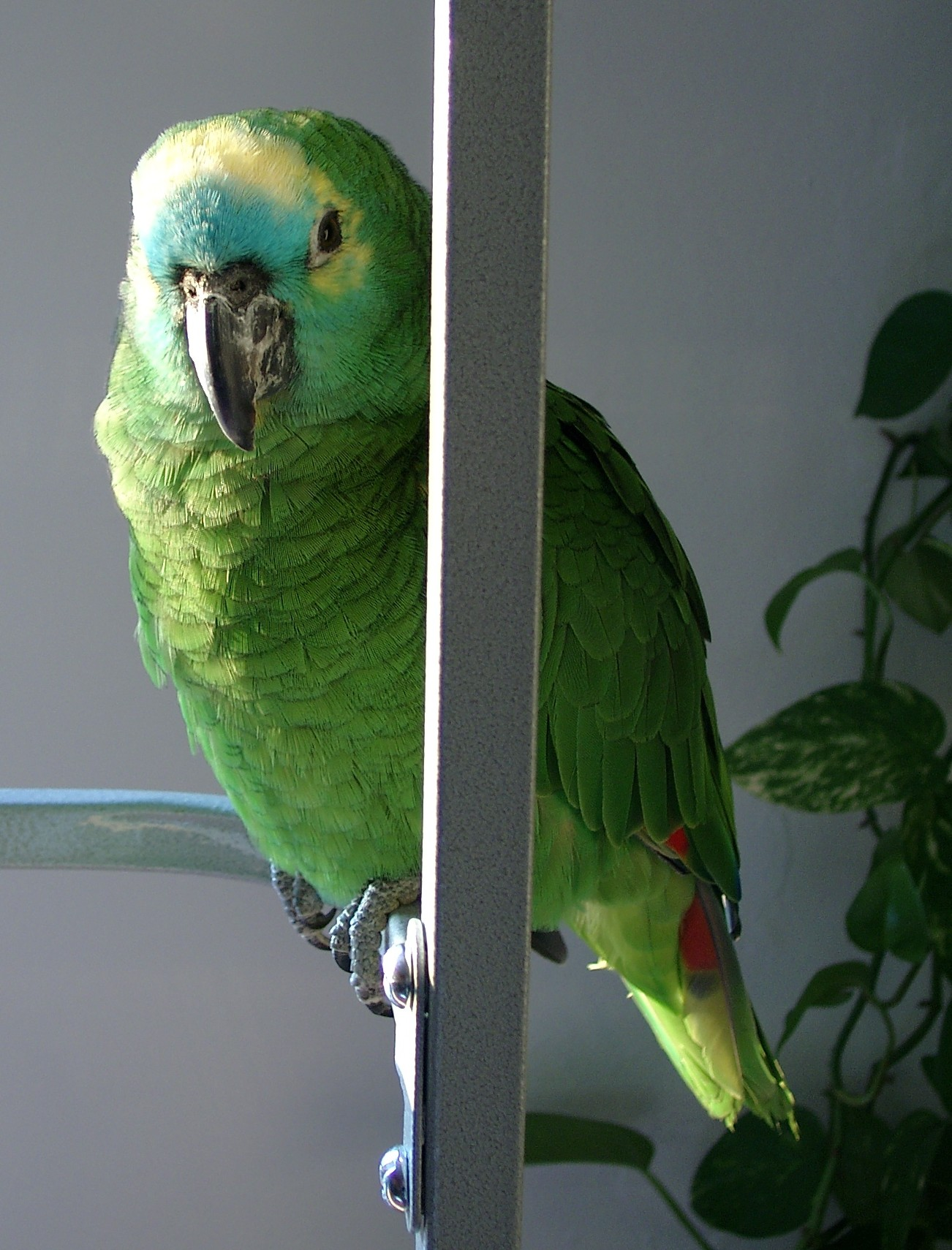
Синьолобий амазон
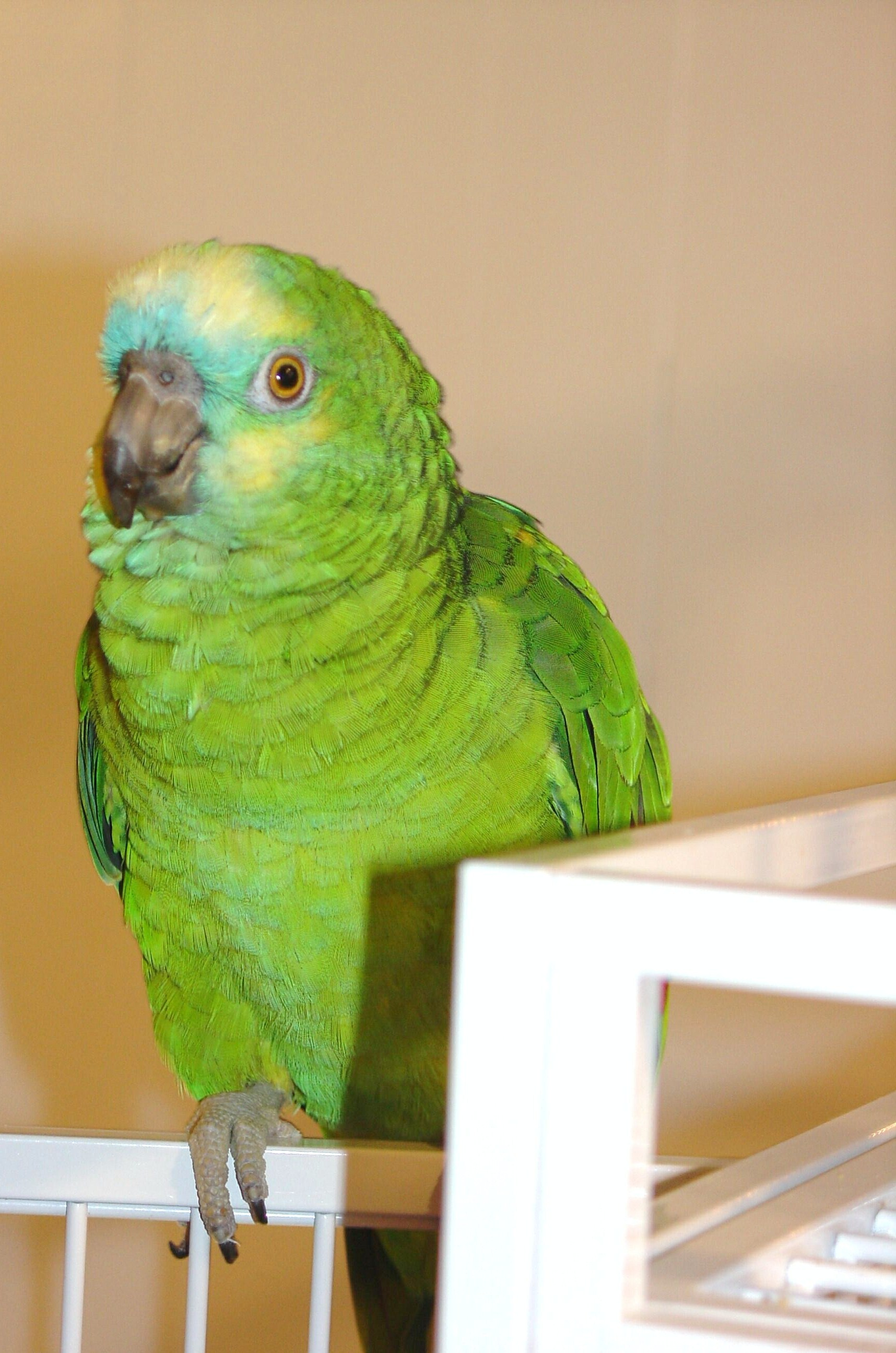
Самка